# Replay (canción)
«Replay» —en coreano: «누난 너무 예뻐 (Replay)»; en japonés: «Replay -君は僕のeverything-»— es el primer sencillo tanto en Corea como en Japón de la boy band sur-coreana SHINee. La versión coreana de "Noona Neomu Yeppeo (Replay)", fue lanzada como sencillo en 22 de mayo de 2008, se incluyó como canción principal de lo primer EP del grupo, Replay, lanzado en 23 de mayo de 2008. El MV cuenta con la participación de Victoria Song como protagonista femenina. El 12 de abril del 2022, el canal de YouTube de SM Entertainment, publicó su video remasterizado.

## Versión japonesa

### Antecedentes y liberación
La canción es una versión en japonés de su sencillo debut en Corea "Noona Neomu Yeppeo (Replay)", incluido en su primer EP coreano de mismo nombre. El B-Side es la versión japonesa de su sencillo coreano "Hello".
Se vendieron 50.270 copias en su fecha de lanzamiento, debutando en el #2 en la lista de sencillos de Oricon. En la primera semana de ventas ha vendido más de 91.419 copias, dándoles el segundo lugar en la lista Oricon Weekly. Es también el mayor número de ventas de un grupo coreano en su primera semana de ventas.
Fue certificado Oro por la RIAJ para haber vendido 100.000 copias físicas en junio de 2011, el primer single de debut para una boy band sur-coreana y también ganó el #1 Single del Año en Japón "K-Pop Lovers!" por Tower Records Online.

### Promoción
SHINee realizó "Replay - Kimi wa Boku no Everything" en programas de televisión como "Happy Music" y "Music Japan." En 22 de junio de 2011, se llevaron a cabo a 10° MTV Video Music Awards Japan en el Makuhari Messe junto a sus compañeros de sello, SNSD.

#### Japan Debut Premium Reception Tour
SHINee celebró su debut en Japón en Abbey Road Studios en Londres en 19 de junio de 2011. Ellos son los primeros artistas asiáticos para llevar a cabo en los estudios. A su llegada, en Londres, Shinee comenzó su Japan Debut Premium Reception Tour en Japón. Tocaron en varios conciertos mientras estaba de gira varias ciudades de todo el Japón, incluyendo Fukuoka en 22 de julio, Kobe en 23 de julio, Tokio en 27 y 28 de julio, Sapporo en 8 de agosto y Nagoya en 11 de agosto de 2011.

### Video musical
En 16 de mayo de 2011, el EMI Music Japan reveló un teaser de la versión japonesa de "Replay" a través de su canal oficial en YouTube. El video musical fue lanzado a través del mismo canal en 27 de mayo de 2011. El video musical también cuenta con Yoona de SNSD. Rino Nakasone hecho la coreografía de baile para PV.

### Lista de canciones
| CD single |                                                            |                   |                                                                                     |          |  |
| N.º       | Título                                                     | Letras            | Música                                                                              | Duración |  |
| 1.        | «Replay -Kimi wa Boku no Everything-»                      | HIRO              | Jason Pennock, Tchaka Diallo, James Burney II, Ravaughn Nichelle Brown, Jack Kugell | 3:35     |  |
| 2.        | «Hello (Versión en japonés)»                               | Natsumi Kobayashi | Tim McEwan, Jess Cates, Lars Halvor Jensen                                          | 3:04     |  |
| 3.        | «Replay (Versión en coreano) (Solamente edición limitada)» |                   |                                                                                     | 3:35     |  |
| 4.        | «Hello (Versión en coreano) (Solamente edición limitada)»  |                   | Tim McEwan, Jess Cates, Lars Halvor Jensen                                          | 3:04     |  |

| DVD (Edición Limitada) |                                                                 |          |  |
| N.º                    | Título                                                          | Duración |  |
| 1.                     | «Replay -Kimi wa Boku no Everything- Music Video»               |          |  |
| 2.                     | «Replay -Kimi wa Boku no Everything- Dance Version Music Video» |          |  |
| 3.                     | «Replay -Kimi wa Boku no Everything- Teaser»                    |          |  |

| DVD (Edición Regular) |                                                                   |          |  |
| N.º                   | Título                                                            | Duración |  |
| 1.                    | «Replay -Kimi wa Boku no Everything- Music Video»                 |          |  |
| 2.                    | «Replay -Kimi wa Boku no Everything- Jacket Shooting Sketch»      |          |  |
| 3.                    | «Replay -Kimi wa Boku no Everything- Music Video Shooting Sketch» |          |  |
| 4.                    | «Replay -Kimi wa Boku no Everything- Teaser»                      |          |  |

### Posicionamiento en listas

#### Oricon Chart
| Lanzamiento         | Oricon Chart          | Posición | Ventas de estrea                 | Ventas total |
| ------------------- | --------------------- | -------- | -------------------------------- | ------------ |
| 29 de junio de 2011 | Daily Singles Chart   | 2        | 50,270 (Diario) 91,419 (Semanal) | 114,314+     |
| 29 de junio de 2011 | Weekly Singles Chart  | 2        | 50,270 (Diario) 91,419 (Semanal) | 114,314+     |
| 29 de junio de 2011 | Monthly Singles Chart | 9        | 50,270 (Diario) 91,419 (Semanal) | 114,314+     |
| 29 de junio de 2011 | Yearly Singles Chart  | 66       | 50,270 (Diario) 91,419 (Semanal) | 114,314+     |

## Ventas y certificación
| Tabla                                | Cantidad       |
| ------------------------------------ | -------------- |
| Oricon physical sales                | 114,314+       |
| RIAJ physical shipping certification | Oro (100,000+) |